# Chaillé-les-Marais (tổng)
Tổng Chaillé-les-Marais là một tổng, nằm ở tỉnh Vendée trong vùng Pays de la Loire.

## Các xã
Tổng Chaillé-les-Marais bao gồm các xã sau:
- Chaillé-les-Marais (thủ phủ): 1 599 người (1999)
- Champagné-les-Marais: 1 327 người (1999)
- Le Gué-de-Velluire: 509 người (2004)
- L'Île-d'Elle: 1 359 người (1999)
- Moreilles: 219 người (1999)
- Puyravault: 531 người (1999)
- Sainte-Radégonde-des-Noyers: 765 người (2004)
- La Taillée: 488 người (2005)
- Vouillé-les-Marais: 529 người (1999)